# Женщины на празднике Фесмофорий
«Же́нщины на пра́зднике Фесмофо́рий» (др.-греч. Θεσμοφοριάζουσαι) — комедия древнегреческого комедиографа Аристофана.
Поставлена на Великих Дионисиях в 411 году до н. э. Позже Аристофан написал ещё одну комедию с тем же названием (не сохранилась).
«Женщины на празднике Фесмофорий» выделяются среди дошедших пьес Аристофана отсутствием политических выпадов и высказываний на острые злободневные темы; общий тон комедии — беззаботно-весёлый. Объекты вышучивания — трагики Агафон и Еврипид (в частности, пародируются целые сцены из пьес Еврипида «Телеф», «Паламед», «Елена», «Андромеда»). Кроме того, комически изображается женский пол.

## Сюжет
Действие комедии происходит на третий день Фесмофорий — женского праздника, проникновение на который мужчинам было запрещено и рассматривалось как святотатство. Гражданки Афин собрались погубить поэта Еврипида за то, что он в своих трагедиях ругает женщин, показывает их предосудительное поведение и настраивает против них мужчин. Еврипид, узнав о заговоре, подсылает к женщинам своего тестя Мнесилоха, переодетого в женское платье. Тот на женском собрании в храме пытается говорить в защиту Еврипида, но его разоблачают и берут под стражу.
Еврипид пытается выручить Мнесилоха, но терпит неудачу. В конце концов он заключает с женщинами договор, обещая впредь не чернить их и не злословить о них в трагедиях, и Мнесилоха отпускают.

## Переводы
- Женщины на празднике Тесмофорий. / Пер. В. Трофимова. — СПб., 1896. — 60 стр.
- Женский праздник. / Пер. Н. Корнилова. — Казань, 1916. — 78 стр.
- Комедия Аристофана «Фесмофории». / Пер. П. В. Никитина. — Пг., 1917. — 148 стр.
- см. также в статье Аристофан